# Robert J. Bentley

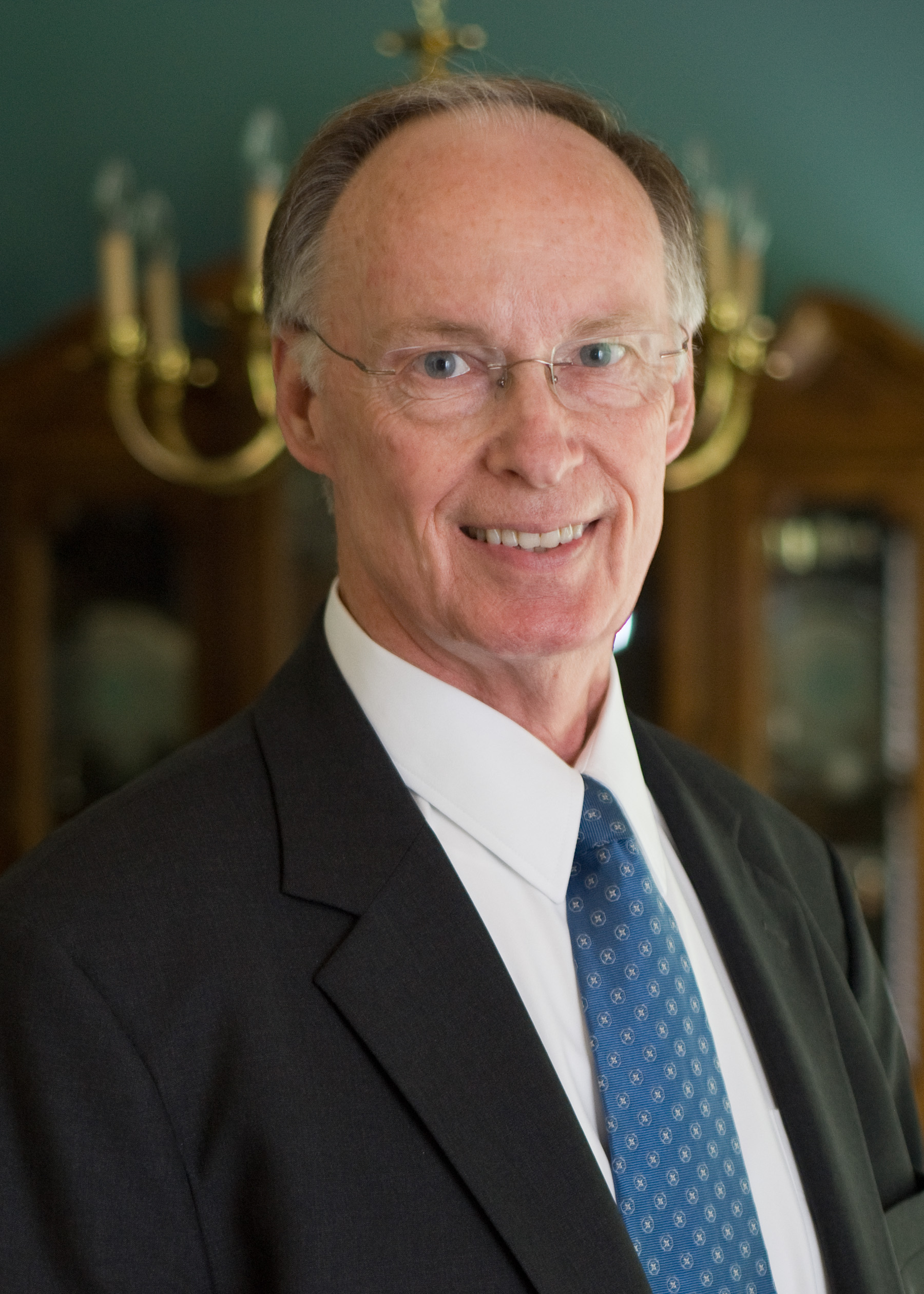
Robert J. Bentley (2009)

Robert Julian Bentley (* 3. Februar 1943 in Columbiana, Alabama) ist ein US-amerikanischer Politiker und Arzt. Vom 17. Januar 2011 bis zum 10. April 2017 war er Gouverneur des Bundesstaates Alabama.

## Leben
Bentley studierte nach seiner Schulzeit an der University of Alabama Chemie und Biologie. Danach begann er ein Medizinstudium an der University of Alabama School of Medicine. Nach dem Studium arbeitete er von 1969 bis 1975 beim US-Militär, um daraufhin seine eigene Arztpraxis in Tuscaloosa zu eröffnen.
Bentley ist Mitglied der Republikanischen Partei. 2002 zog er als Abgeordneter in das Repräsentantenhaus von Alabama ein. Am 2. November 2010 gewann er die Gouverneurswahlen in Alabama. In seinem Wahlkampf hatte er unter anderem eine strenge Immigrationsgesetzgebung versprochen. Am 17. Januar 2011 folgte er Bob Riley im Amt. In seiner Antrittsrede erklärte er, dass Personen, die nicht an Jesus Christus glaubten, ihm nicht so nahestehen könnten wie Christen. Die Äußerung rief erhebliche Kritik und Proteste hervor.
Am 9. Juni 2011 unterschrieb er „HB 56“, das, nach eigenen Angaben, „härteste Immigrationsgesetz der USA“. Darin ist das erweiterte Recht für die Polizei festgelegt, Personen nach Verdacht auf Aufenthaltspapiere zu untersuchen und verschiedene zivile Gruppen wie Schulen, Vermieter und Arbeitgeber werden verpflichtet, illegale Einwanderer zu melden. Außerdem sollen Verträge hinfällig werden wenn eine Partei keine Papiere besitzt. Kritiker haben bereits eine Verfassungsklage angekündigt.
Im Jahr 2014 wurde Bentley mit 63 Prozent der Wählerstimmen gegen den früheren Kongressabgeordneten Parker Griffith in seinem Amt als Gouverneur bestätigt.
Bentley war von 1965 bis 2015 verheiratet und hat vier Kinder. Er lebt mit seiner Familie in Tuscaloosa. 2015 ließ sich seine Ehefrau scheiden, nachdem eine Affäre von Bentley mit einer Beraterin bekannt wurde. Als Folge dieser Affäre und im Zusammenhang mit dem Missbrauch von Wahlkampfspenden bereitete das Parlament ein Impeachment-Verfahren gegen Bentley vor. Er kam dem zuvor und trat am 10. April 2017 zurück. Er wurde zu einer Bewährungsstrafe, einer Geldstrafe von US$ 7000 und zu einem Sozialdienst verurteilt.
Im Zuge des Impeachment-Verfahrens wurden Unterlagen aus dem Justizministerium von Alabama veröffentlicht, aus denen hervorging, dass die Beraterin Bentleys für mehrere als vorsätzlich rassistisch eingestufte Maßnahmen des Gouverneurs und des Staates federführend war, die weiterhin von der Bundesregierung und den Gerichten untersucht werden. In der Amtszeit Bentleys wurde für Wahlen ein Lichtbildausweis vorgeschrieben, während gleichzeitig die Standorte der Lichtbild-Ausweise ausstellenden Behörden gezielt in überwiegend von Schwarzen und Latinos bewohnten Gebieten reduziert wurde.